# Алакнанда
Алакнанда або Алакананда (гінді अलकनन्दा नदी, англ. Alaknanda або Alakananda) — річка в Гімалаях, в індійському штаті Уттаракханд, менша з двох річок, що при злитті формують річку Ганг. У гідрології Алакнанда вважається головним витоком Гангу через її більшу довжину та витрату води, тоді як у індуїстській традиції та культурі головним витоком вважається Бхаґіратхі.

## Каскад ГЕС
На річці розташовано ГЕС Вішнупраяг, ГЕС Вішнугад-Піпакоті, ГЕС Срінагар.